# Kalvin Phillips
Kalvin Mark Phillips, född 2 december 1995 i Leeds, England, är en engelsk fotbollsspelare (mittfältare) som spelar för Manchester City och Englands landslag.

## Klubblagskarriär

### Leeds United

#### 2014-2015
Phillips skrev sommaren 2014 på sitt första proffskontrakt med Leeds United på ett år, över säsongen 2014/2015.
Han var en oanvänd avbytare för seniorlaget i FA-cupmatchen mot Sunderland den 4 januari 2015. Phillips seniordebut kom den 6 april 2015 då han spelade från start mot Wolverhampton i en förlust med 4-3. Han behöll startplatsen i nästföljande match, mot Cardiff City den 11 april 2015, och gjorde då sitt första mål.
Den 5 juni 2015 skrev Phillips på ett nytt kontrakt över två år. Han var en av flera ungdomsspelare från den egna akademin, tillsammans med Sam Byram, Charlie Taylor, Lewis Cook och Alex Mowatt, som slog igenom under tidigare akademichefen Neil Redfearns tid som huvudtränare.

#### 2015-2017
Under säsongen 2015/2016 spelade Phillips i tio seriematcher, varav sju som inhoppare. Den 23 juni 2016 skrev han på en kontraktsförlängning för tre år framåt.

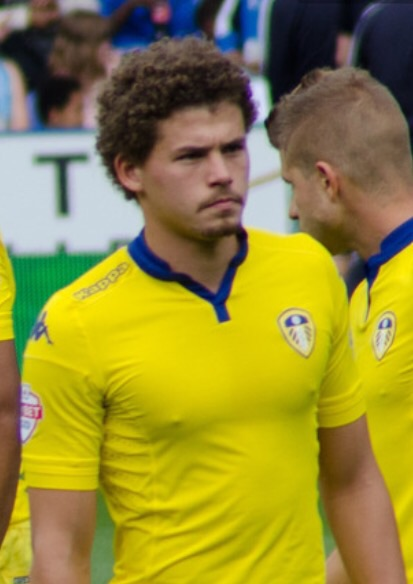
Kalvin Phillips i Leeds United, 2015.

När lagkaptenen Liam Bridcutt skadade sig i september 2016 fick Phillips mer speltid i a-laget. Han uppvisade god form och vann ligans utmärkelse för bästa unga spelare i oktober 2016. I en match mot Brighton den 9 december fick han sitt första röda kort för hands då han stoppade bollen från att gå in i det egna målet. Phillips spelade 33 seriematcher under 2016/2017 varav 23 från start.

#### 2017-2022
Den 4 augusti 2017 skrev Phillips på sitt fjärde kontrakt med Leeds på lika många somrar, då han förlängde med klubben till 2021. Två dagar senare, den 6 augusti 2017, gjorde han två mål i säsongspremiären mot Bolton, som Leeds vann med 3-2. Phillips spelade 41 av klubbens 46 seriematcher under säsongen 2017/2018, och svarade under dessa för sju mål och tre assist, hans mest produktiva säsong så långt.
Under försäsongen 2018 valde Leeds nye manager Marcelo Bielsa att spela Phillips som mittback, något han också gjort med mittfältare i tidigare klubbar för att förbättra passningsspelet från försvaret. När säsongen inleddes placerades han dock som den defensive mittfältaren i Bielsas 4-1-4-1-uppställning, där han spelade med stor framgång till dess skador under vintern fick Bielsa att flytta ner honom som mittback. På nyårsdagen blev Phillips utvisad innan halvtid i en 4–2-förlust borta mot Nottingham Forest, något som han bad om ursäkt för efter matchen.
Phillips hyllades för sin omvandling under Bielsa och sina insatser som djupt liggande mittfältare under säsongen 2018/2019. Han fick smeknamnet The Yorkshire Pirlo och utsågs av Yorkshire Evening Post till årets spelare i Leeds United, medan EFL tog ut honom i det officiella årets lag. När det stod klart att Leeds misslyckats med att nå uppflyttning till Premier League, genom att först halka ner till en tredjeplats i serien under de sista veckorna och sedan förlora playoffsemifinalen, rapporterades att flera Premier League-klubbar ville värva Phillips under sommaren för summor mellan 15 och 20 miljoner pund.
I september 2019 skrev Phillips på ett nytt femårskontrakt med Leeds United.

### Manchester City

#### 2022-2023
Den 4 juli 2022 värvades Phillips av Manchester City, där han skrev på ett sexårskontrakt. Enligt uppgifter låg övergångssumman på 42 miljoner pund, vilket motsvarar cirka 525 miljoner svenska kronor.
Den 7 augusti 2022 gjorde Phillips sin ligadebut efter att ha kommit in som ersättare för Rodri i en 2–0 bortaseger över West Ham United. Phillips led dock av skadeproblem och opererade axeln i september samma år. När han kom tillbaka från VM i mitten av december 2022, kommenterade huvudtränaren Pep Guardiola att Phillips var "överviktig" och "inte tillräckligt bra fysisk form".

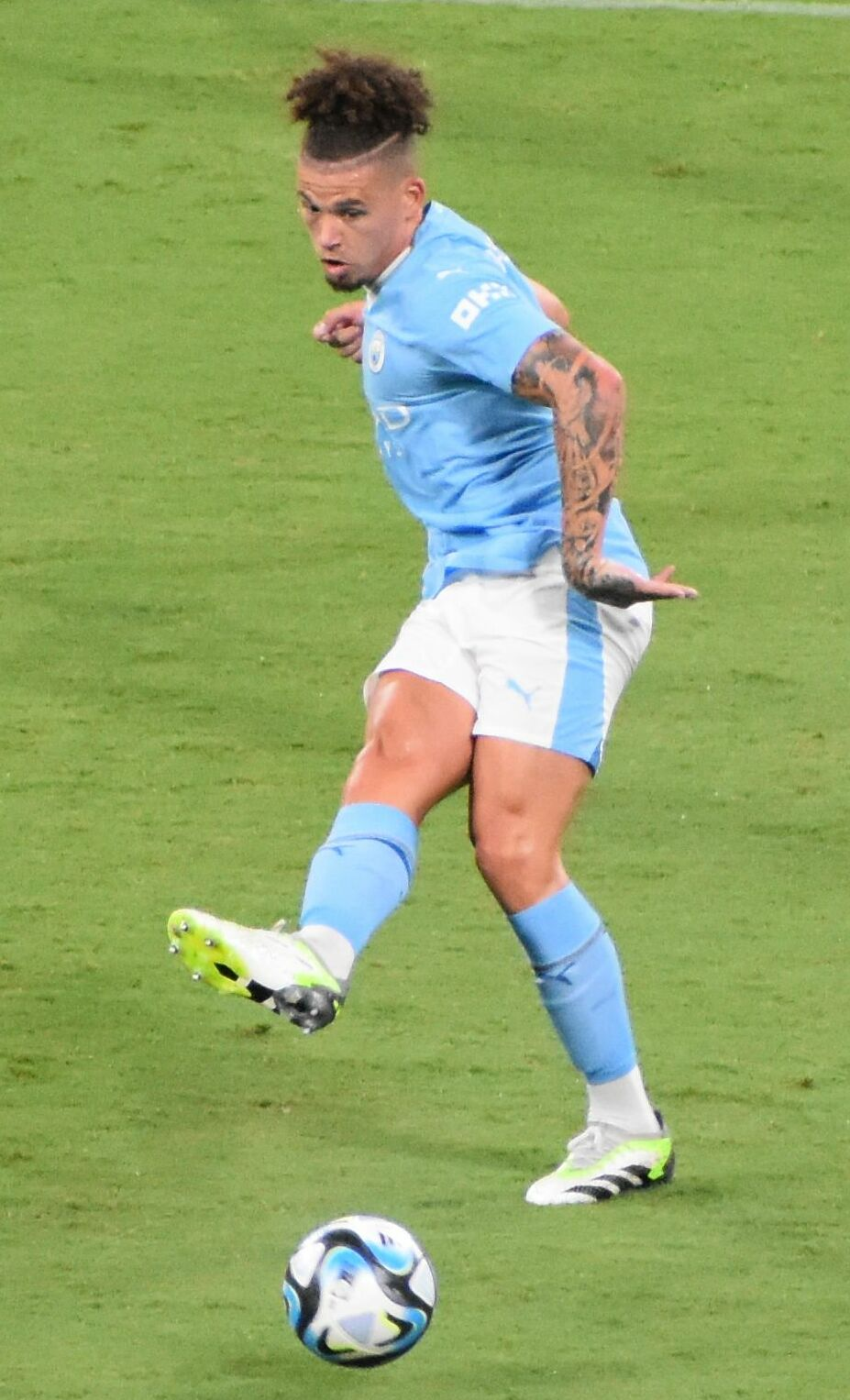
Kalvin Phillips i Manchester City, 2023.

Den 11 januari 2023 startade han sin första match för klubben, i en 2–0-förlust mot Southampton i Ligacupen. I säsongens sista Premier League omgång startade han sin första ligamatch när City vann över Chelsea med 1–0 hemma på Etihad Stadium den 21 maj 2023.
Den 13 december 2023 gjorde Phillips sitt första mål för klubben då han via straff gjorde det matchvinnande målet i en gruppmatch i Champions League mot Röda stjärnan på Stadion Rajko Mitić.